# Археје
Археје (лат. archaea), раније познате и као архебактерије или прабактерије, прокариотски су организми, што значи да немају ћелијско једро нити неку ћелијску органелу окружену мембраном унутар ћелије. Прву врсту археја је открио 1977. године амерички микробиолог Карл Ричард Воуз у термалним изворима парка Јелоустоун.
Првобитно су археје класификоване међу бактерије под називом archeabacteria (односно као царство под тим именом), али је у међувремену таква класификација превазиђена. Ћелије археја имају јединствене особине које их одвајају од друга два домена живих бића: бактерија и еукариота. Домен археја се даље дели на четири призната раздела. Њихова класификација је веома тешка јер већина врста није проучавана у лабораторији те су откривене само анализом њихових нуклеинских киселина у узорцима из њиховог природног станишта.
Археје и бактерије су генерално сличне по величини и облику, мада мали број археја има веома необичан облик као што су спљоштене квадратне ћелије врсте Haloquadratum walsbyi. Ипак, и поред сличности у изгледу са бактеријама, археје поседују гене и неколико метаболошких путева којима су много ближе еукариотима, као што су на пример ензими који се налазе у процесу транскрипције и транслације. У другим аспектима, биохемија археја је јединствена, као што је њихово ослањање на посебне липиде у ћелијским мембранама, повезане етарским везама са глицеролом. Археје користе више извора енергије од еукариота, од органских једињења попут шећера до амонијака, металних јона па чак и гасовитог водоника. Археје којима не смета слано окружење (Haloarchaea) користе сунчеву светлост као извор енергије, а друге врсте археја фиксирају угљеник. Међутим, за разлику од биљака и цијанобактерија, до данас није откривена ниједна врста археја која врши оба ова процеса. Археје се размножавају бесполно бинарним раздвајањем, фрагментацијом или пупљењем, а за разлику од бактерија и еукариота, ниједна врста не формира споре.
Првобитно су археје сматране екстремофилима, јер су пронађене у врло суровим окружењима попут врелих извора, гејзира и сланих језера, али од тада до данас многе од њих су пронађене у врло широком распону станишта, укључујући земљиште, океане, мочваре, људска црева. Археје су нарочито бројне у океанима, а археје у планктону би могле бити једна од најбројнијих група организама на Земљи. Оне су један од највећих делова живог света на планети и имају велику улогу у циклусима угљеника и азота. Не постоје јасни примери патогених или паразитских археја, али су оне често мутуалисти и удружени с другим. Један од примера је метаногени микроорганизам који живи у човеку и цревима преживара, где они потпомажу у варењу хране. Метаногене археје се користе за производњу биогаса и за прочишћавање отпадних вода, а ензими из екстремофилних археја, који могу издржати високе температуре и органске раствараче, користе се у биотехнологији.

## Класификација

### Нови домен
Већим делом 20. века, прокариоти су се сматрали јединственом групом организама и класификовали су се на основу њихове биохемије, морфологије и метаболизма. На пример, микробиолози су покушавали да класификују микроорганизме на основу структура њихових ћелијских зидова, њихових облика и супстанци које они конзумирају. Међутим, научници Лајнус Паулинг и Емил Цукерланд су 1965. предложили нови приступ овом проблему користећи секвенце гена у овим организмима да би пронашли како су различити прокариоти у вези једни с другим. Овај приступ, познат под називом филогенетика, и данас је основни метод који се користи.
Археје су први пут класификоване као засебна група прокариота 1977. године када су то учинили Карл Воуз и Џорџ Е. Фокс направивши филогенетско стабло на основу секвенци гена рибосомске РНК. Ове две групе су првобитно добиле имена Archaebacteria и Eubacteria те су посматране као засебна таксономска царства или подцарства за које су Воуз и Фокс смислили кованицу працарства. Воуз се сложио са чињеницом да је ова група прокариота темељно различита врста живих бића. Да би нагласио ту разлику, он је касније предложио нову природну систематику организама од три засебна домена: еукариоте, бактерије и археје, што је данас познато као „Воузова револуција“.
Реч археја потиче из старогрчког грчког ἀρχαῖα, што значи древне ствари, јер су први представници домена Archaea били метаногени организми те се претпостављало да њихов метаболизам одсликава примитивну атмосферу Земље и древно порекло организама. Дуго времена, археје су сматране екстремофилима који постоје искључиво у екстремним стаништима попут врућих извора и сланих језера. Међутим, након што су проучавана нова станишта, откривени су нови организми. У археје су уврштени екстремни халофилни и хипертермофилни микроби. До краја 20. века, археје су пронађене и у окружењима која се не сматрају екстремним. Данас, оне су познате као велика и разнолика група организама које су широко распрострањене у природи и да живе у готово свим окружењима. Ово ново уважавање њихове важности и свеприсутности археје произашло је из кориштења PCR (ланчане реакције полимераза) за откривање прокариота из узорака из окружења (попут воде и земљишта) тако што су се мултипликовали њихови рибозомски гени. Тиме је омогућено откривање и идентификација организама који нису култивирани у лабораторији.

### Данашња класификација
Класификација археја, и прокариота уопште, развија се врло брзо и представља донекле дискутабилну област. Данашњи системи класификације имају за циљ организовање археја у групе организама које деле структурне особине и заједничке претке. Те класификације знатно се темеље на кориштењу секвенце гена рибосомских РНК којима се откривају узајамне везе између организама (молекуларна филогенија). Неке од најбоље проучених врста, које је најлакше култивисати, су чланови два основна раздела, Euryarchaeota и Crenarchaeota. Друге групе археја су направљене провизорно. На пример, необична врста Nanoarchaeum equitans, откривена 2003. године, сврстана је у засебно колено, Nanoarchaeota. Предложено је и креирање још једног новог кољена, Korarchaeota. Оно би садржавало малу групу необичних термофилних врста које деле особине са главним коленом, али су знатно ближе у сродству са Crenarchaeota. Друге недавно откривене врсте археја су само далеки рођаци било које од ових група, као што су ARMAN (скр. од Archaeal Richmond Mine acidophilic nanoorganisms, ацидофилни архејски организми из рудника Ричмонд), а откривени су 2006. те представљају једне од најмањих познатих организама.
Креирање суперколена Tack је такође предложено, а укључивало би Aigarchaeota, Crenarchaeota, Korarchaeota и Thaumarchaeota. Ово суперколено би можда могло бити повезано са прецима или првобитним еукариотима. Класификација археја у врсте је такође дискутабилна. Пошто биологија дефинише врсте као групу повезаних организама, критеријуми по којима се могу укрштати врсте унутар породице (односно организми који могу оплођавати једни друге, али се не могу укрштати изван те породице), не могу се применити на археје, јер се размножавају бесполно. Археје показују високе нивое хоризонталног трансфера гена између лоза. Неки истраживачи су указивали да јединке које се могу групирати у популације сличне врстама имају веома сличне геноме и ретке трансфере гена од и према ћелијама са слабије повезаним геномима, као што је то случај код рода Ferroplasma. У другу руку, студије на роду Halorubrum показале су значајан генетски трансфер од и према слабије повезаним популацијама, што у великој мери ограничава примену тих критерија. Други проблем би био: какве импликације таквог одређења врста имају практично значење.
Тренутно знање о генетској разноликости је делимично а укупан број врста археја се не може проценити с било којом тачношћу. Процењени број колена археја се креће између 18 и 23, од којих само осам имају представнике који су успешно узгајени у културама и били директно проучавани. Многе од тих хипотетских група су познате из само једне рРНК секвенце, и стога је разноврсност тих организмима непознат. Домен бактерија такође садржи многе микробе који никад нису били култивисани са сличним импликацијама у погледу њихове карактеризације.

## Порекло и еволуција
Научни докази указују да је живот на Земљи почео пре око 3,5 милијарди година. Најранији докази за живот на Земљи је графит за који се претпоставља да је биогенског порекла стар 3,7 милијарди година, нађен у метаседиментним стенама на западном Гренланду, те фосили микробних слојева старих око 3,48 милијарде године, пронађених у пешчарима у Западној Аустралији.
Иако су фосили прокариотских ћелија датирани у период од око 3,5 милиона година, већина тих прокариота немају одређене морфолошке особине и облике фосила, те се не могу идентификовати и уврстити међу археје. Уместо тога, хемијски фосили јединствених липида дају више података, јер се таква једињења не јављају код других организама. Неки извори наговештавају да су остаци архејских или еукариотских липида присутни у фосилима шкољака датираних на око 2,7 милијарде година; али се на те податке гледа са одређеном сумњом. Такви липиди су такође откривени и у чак старијим стенама на западном Гренланду. Међу најстаријим таквим траговима налазе се и они из слоја Исуа, који укључује неке од најстаријих седимената на Земљи, формираних пре 3,8 милијарде година. Архејска лоза би могла бити једна од најстаријих које су постојале на Земљи.
Воуз је сматрао да бактерије, археје и еукариоте представљају одвојене линије потомака који су настали веома рано из неке прадавне колоније организама. Једна могућност је да се то десило пре еволуције ћелија, када је недостатак типичне ћелијске мембране омогућио неограничени латерални трансфер гена, а да су заједнички преци сва три домена настали фиксирањем специфичних субсетова гена. Можда је могуће да је последњи заједнички предак бактерија и археја био термофилни организам, што повећава вероватноћу да су ниже температуре екстремно окружење за археје, а организми који су живели у тим хладнијим окружењима појавили су се тек касније. Пошто археје и бактерије више нису у сродству, као ни са еукариотима, појам прокариоти се може само „условно“ користити у значењу они који нису еукариоти, што знатно ограничава његову корист.

### Разлике од других домена
Археје су раздвојене у трећи домен због својих великих разлика у структури рибосомске РНК. Одређени секвенцирани молекул РНК, познат као  рРНК, присутан је у свим организмима и увек има исту функцију. Тај молекул се користи у производњи беланчевина. Пошто је производња протеина од основног значаја за живот, сви организми са мутацијама на 16s РНК имају врло мале шансе за преживљавање. Стога се 16s рРНК не мења у толикој мери као друге РНК. Ако се у организму мутира њена рРНК, тај организам би могао имати недостатак неких од основних беланчевина и на крају угинути. Због тога је 16s рРНК толико велика да може задржати информације карактеристичне за организам, али и довољно мала да се може секвенцијално управљати у прихватљивом временском периоду. Карл Воуз, микробиолог који је проучавао генетско секвенцирање организама, развио је 1977. нову методу секвенцирања која укључује раздвајање РНК у фрагменте који се могу сортирати и упоредити са другим фрагментима из других организама. Ако су шеме између различитих врста биле сличне, утолико су ти организми били више сродни једни другима.
Воуз је користио своју нову методу упоређивања рРНК у сврху категоризације и одређивања различитих организама. Он је секвенцирао бројне различите врсте те је код испитивања групе метаногена нашао да имају значајно различите шеме од било којих других познатих прокариота или еукариота. Ти метаногени су били много сличнији једни другима него другим секвенцираним организмима, што је Воуза навело да предложи сасвим нови домен Archaea. Један од занимљивих резултата његових експеримената је тај да су археје више сличне еукариотима него прокариотима, иако су сличније прокариотима у смислу структуре. Тиме се дошло до закључка да домени Archaea и Eukarya имају више недавних заједничких предака него што генерално имају еукариоте и бактерије. Развој једра се одвио након еволутивног раздвајања између бактерија и тог заједничког претка. Иако су археје грубо гледано прокариотске, оне су ближи сродници еукариота, те стога нису сврстане ни у домен еукариота, ни у бактерије.

## Класификација
Домен археја је подељен на два царства, која се даље деле на типове, класе, редове, породице и родове.

### Царство
- Тип 
  - Класа 
    - Ред 

  - Класа 
    - Ред 

    - Ред 

    - Ред
- Тип 
  - Класа 
    - Ред
- Тип 
  - Класа 
    - Ред
- Тип 
  - Класа 
    - Ред 

  - Класа 
    - Ред 

  - Класа 
    - Ред

- - Класа 
    - Ред 

    - Ред 

    - Ред